# 王景星
王景星（1549年—？），字仲祥，浙江紹興府蕭山縣人，民籍，明朝政治人物、進士出身。

## 生平
嘉靖四十三年（1564年）甲子科浙江鄉試第三十二名，萬曆二年（1574年）甲戌科會試第二百十七名，登三甲第九十二名進士。

## 家族
曾祖王琦；祖父王鰲；父王武烈。母趙氏。慈侍下。兄景暘。弟景暄。